# Paloh Mamprei
Paloh Mamprei is een bestuurslaag in het regentschap Aceh Utara van de provincie Atjeh, Indonesië. Paloh Mamprei telt 771 inwoners (volkstelling 2010).